# Guggenbach
Guggenbach ist ein Dorf in der Gemeinde Übelbach in der Steiermark.
Guggenbach befindet sich in der Ortschaft Übelbach Land und liegt nördlich der Pyhrn Autobahn. Früher befand sich hier die Guggenbacher Papierfabrik, die den Holzreichtum des Tales zur Produktion von Papier nutzte.

## Persönlichkeiten
- Ermelinde Wertl (1934–2004), österreichische Tischtennisspielerin